# Wojskowa Komenda Kolejowa
Wojskowa Komenda Kolejowa – nieistniejący już organ służby komunikacji wojskowej podlegający szefostwu przewozów wojskowych odnośnej dyrekcji kolejowej, którego zadaniem było organizacyjne i nadzorcze zabezpieczenie w obsługiwanym przez siebie rejonie przewozów wojskowych planowania centralnego i okręgowego. Komendant Wojskowej Komendy Kolejowej posiadał uprawnienia rozkazodawcze w stosunku do komendantów transportów wojskowych odnośnie do przestrzegania przepisów, porządku i dyscypliny w czasie załadowania, przewozu i wyładowania transportów.